# 楊亮功
楊亮功（1895年8月8日—1992年1月8日），名保銘，字亮功，以字行，安徽巢縣人。紐約大學哲學博士。曾任國立安徽大學（今安徽師範大學）校長、監察委員、二二八事件調查委員、監察院祕書長、考試院院長、逢甲大學董事長、東吳大學董事長等。

## 早年
1920年，北京大學中國文學系畢業。1921年，任安徽省立第一中學校長。後留學美國，两年后转入纽约哥伦比亚大学师范学院。

## 經歷
1927年，獲紐約大學哲學博士學位。1928年，返回中國任河南省立中山大學教授兼文科主任，6月並任胡適主持的吳淞中國公學副校長。1930年，任省立安徽大学校長。1931年，因開除學生引起風波，轉任北京大學教育系教授。1933年，擔任監察委員。1945年10月，調任閩臺監察使。
1947年發生二二八事件，奉監察院長于右任之命來台灣調查，擔任二二八事件調查委員。3月8日，與憲兵第四團抵達基隆港。3月9日，奉監察院命抵台「視察」之閩台監察使楊亮功，上午接見記者發表談話，希望迅速恢復秩序:8308。3月10日，楊亮功致電于右任，報告抵台情形，稱與陳儀商議，對事變「將採鎮壓與安撫兼施辦法」:8308。4月11日，乘台南輪返抵南京。4月16日，楊亮功、何漢文向監察院提交「調查『二二八事件』報告」與「台湾善后办法建议案」:8335。報告認為事變原因是物價高漲與失業增加，政府統治政策失當，部分公務員貪污失職:8335。建議撤銷長官公署，改設省政府，選用省內人士任職；實行二五減租，公地分配；撤銷專賣、貿易局，輔助產業發展；進行賠償、撫恤；鼓勵台灣與內地文化教育交流:8335。報告中提到：軍警死傷比本省人嚴重，外省人死57人、傷1,364人、失蹤10人；本省人暴徒被擊斃43人、俘獲85人、自新者3,023人。
林木順在著作《台灣二月革命》中指稱：「（3月9日）上午10時，柯遠芬引導楊亮功到圓山陸軍倉庫前面廣場，指遍倒在廣場上的數百個死屍說：‘這些就是昨晚進攻這個倉庫，被國軍擊斃的奸匪暴徒。’楊亮功無言。後來楊亮功對他的跟隨人透露：倉庫附近並沒有戰鬥過的跡象，死者都是十八、九歲的中學生，又沒有攜帶武器……這數百名十八、九歲的中學生，應是昨晚在市內各派出所維持治安，而機槍步槍齊響以前，被憲警，林頂立的『行動隊』和許德輝的『忠義服務隊』所拘捕、押到圓山倉庫前面廣場，被國軍擊斃的。」
1950年，任監察院祕書長。1954年，改任考試委員，兼任考試院職位分類計畫委員會主任委員。

## 晚年
1960年，參與逢甲工商學院的設立，為其董事之一。1968年，任考試院副院長。1973年，任考試院長。1975年，兼任東吳大學董事長。1978年9月，院長任期屆滿，任總統府資政。晚年口述「二二八事变奉命查办之经过」，1992年1月8日，因心臟衰竭病逝於台北陽明醫院（今臺北市立聯合醫院陽明院區），年98歲。